# Turkovac
Turkovac ist ein COVID-19-Impfstoff, der an der Erciyes-Universität in Kayseri entwickelt wurde. Der Impfstoff erhielt am 22. Dezember 2021 eine Notfallzulassung in der Türkei. Zu Wirksamkeit, Zusammensetzung und Studienergebnissen liegen keine wissenschaftlichen Veröffentlichungen oder Daten vor.

## Wirkweise
Bei Turkovac soll es sich um einen traditionellen Totimpfstoff, vergleichbar mit CoronaVac, handeln.

## Studien
Die Phase-3-Studie mit 40.800 Probanden begann im Juni 2021. Sie wird in der Türkei, in Aserbaidschan (Baku) und weiteren Ländern durchgeführt. Die Ergebnisse der Studie lagen (Stand 9. April 2022) noch nicht vor.

## Zulassung
Die Notfallzulassung wurde bei der türkischen Arzneimittelbehörde (TİTCK) im November 2021 gestellt und am 22. Dezember 2021 erteilt. Die Verimpfung begann in der Türkei um den Jahreswechsel 2021/2022.

## Kritik
Der türkische Ärzteverband kritisierte, dass wissenschaftliche Studien zu dem Impfstoff nicht vorlägen und so keine objektive Bewertung möglich sei. Der Generalsekretär des Verbandes, Vedat Bulut, formulierte überspitzt, es handele sich nur um „eine Flüssigkeit, die als Impfstoff ausgegeben wird“.

## Weiteres
Auf dem Türkei-Afrika-Gipfel Mitte Dezember 2021 versprach der türkische Präsident Recep Tayyip Erdoğan, 15 Millionen Dosen des Impfstoffs afrikanischen Ländern zu spenden.